# Orestes guangxiensis

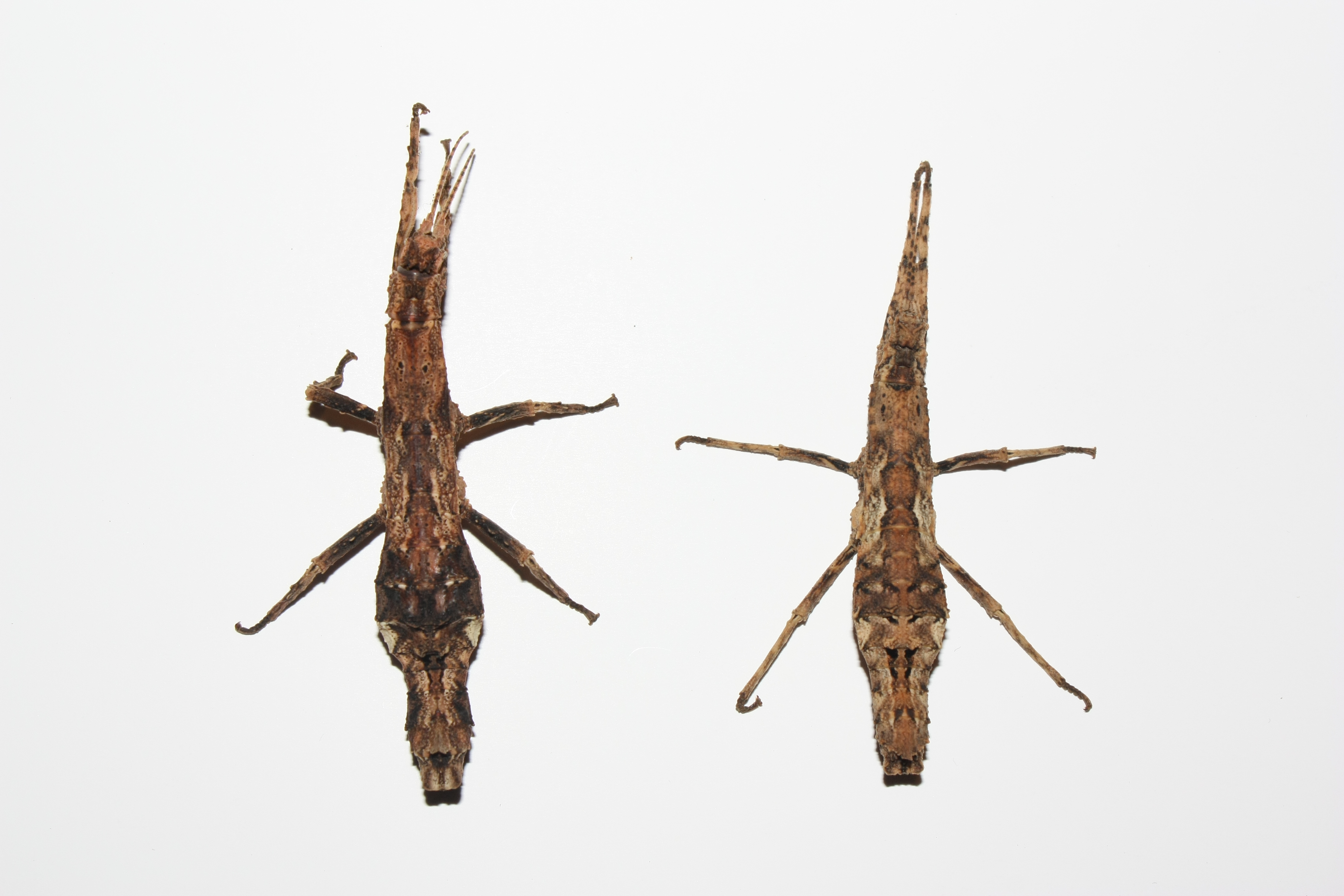
Links Weibchen von Orestes shirakii aus Taiwan, rechts Orestes guangxiensis

Orestes guangxiensis (Syn.: Pylaemenes guangxiensis) ist ein Vertreter der zu den Gespenstschrecken zählenden Gattung Orestes.

## Merkmale
Von Orestes guangxiensis sind bisher nur Weibchen bekannt. Im Jahr 2005 beschrieben Paul D. Brock und Masaya Okada irrtümlich Männchen dieser Art von der japanischen Insel Miyako-jima. George Ho Wai-Chun ordnete diese der 2016 von ihm beschriebenen Pylaemenes japonicus zu (heute gültiger Name Orestes japonicus).
Die Weibchen sind 40 bis knapp 50 mm lang und von gedrungener Gestalt. Ihre Grundfarbe ist meist ein helles Beige oder Braun, welches von fast weißen, braunen und schwarzen Mustern ergänzt wird. Die Körperoberfläche ist mit kleinen, meist schwarzen Tuberkeln besetzt. In der Mitte der sonst flachen Thoraxoberseite ist ein schwach ausgebildeter Kiel erkennbar. Das vergleichsweise kurze Mesonotum ist 2,5 mal so lang wie das Pronotum und damit deutlich kürzer als bei langgestreckteren Arten wie Orestes mouhotii oder Orestes shirakii. Auf der nach oben schmaler werdenden Stirn bilden die vier Erhebungen zwei zur Stirnspitze zusammenlaufende Kanten, die von vorn betrachtet ein Dreieck bilden. Das Abdomen wird bis zur Mitte deutlich breiter und ist bei eierlegenden Weibchen ebenfalls bis zur Mitte seitlich stark erhoben. Auf dem hinteren seitlichen Bereich des dritten bis fünften Tergits des Abdomens sind Tuberkel zu finden. Ein hügelartig erhöhtes Präopercularorgan auf dem siebten Sternit des Abdomens, welches bei einigen anderen Arten zu finden ist, fehlt bei den Weibchen von Orestes guangxiensis.

## Vorkommen und Lebensweise
Das Verbreitungsgebiet erstreckt sich über die chinesischen Provinzen Fujian, Guangdong, Hainan und das autonome Gebiet Guangxi, sowie die Sonderverwaltungszone Hongkong. Die in Taiwan gefundenen Tiere werden mittlerweile Orestes shirakii zugerechnet. Die aus Japan beschriebenen Populationen, von denen meist auch Männchen bekannt sind, wurden als Orestes japonicus identifiziert.
Die nachtaktiven Tiere sind wie alle Vertreter der Gattung zu einer nahezu perfekten Phytomimese in der Lage, indem sie Beine und Antennen längs zum Körper ausrichten und so kaum von einem kurzen abgebrochenen Ast zu unterscheiden sind. Orestes guangxiensis ist zur Parthenogenese fähig. An vielen Fundorten wurden bisher nur Weibchen gefunden. Etwa sechs Wochen nach der Häutung zur Imago beginnen die Weibchen damit ein bis drei Eier pro Woche zu legen. Diese haben eine Länge und Breite von etwa drei Millimetern und eine Höhe von knapp zwei Millimetern. Sie sind auf der dorsalen Seite stärker gewölbt und haben kurze, mit Widerhaken endende Härchen. Die Mikropylarplatte hat drei Schenkel, von denen einer Richtung Deckel zeigt, während die anderen beiden zirkulär um das Ei verlaufen (Siehe auch Bau des Phasmideneies). Die Eiablage erfolgt am Boden oder in Bodennähe. Oft werden Eier in Rinde geklemmt oder an Moose geheftet. Nach durchschnittlich vier Monaten schlüpfen die Nymphen, die deutliche Kiele längs der Körpermitte und der -ränder haben und schon die gattungstypische hohe und spitze Stirn besitzen. Bis sie zu Imagines herangewachsen sind vergeht gut ein Jahr. Ältere Nymphen sind oft kontrastreicher und farbenfroher gefärbt als adulte Weibchen. Häufig sind bei ihnen rotbraune Töne zu finden.

## Taxonomie und Systematik
Li Tianshan sammelte 1991 sieben Tiere dieser Art in der chinesischen Region Guǎngxī. Im Jahr 1994 beschrieb Bi Daoying gemeinsam mit Li anhand dieser Tiere die Art als Datames guangxiensis. Das Artepitheton bezieht sich auf den Fundort. Als Holotypus wurde ein Weibchen am Entomologischen Institut der Chinesischen Akademie der Wissenschaften in Shanghai hinterlegt. Frank H. Hennemann stellte 1998 die Gattung Datames als Synonym zur Gattung Pylaemenes. Dadurch wurde auch Datames guangxiensis der Gattung Pylaemenes zugeordnet. Paul D. Brock und Francis Seow-Choen beschrieben im Jahr 2000 Pylaemenes hongkongensis aus Hongkong, die sich wenig später als synonym zu Pylaemenes guangxiensis erwies. Deren weiblicher Holotypus ist im Natural History Museum in London hinterlegt. Oliver Zompro stellte die Art 2004 in die Gattung Dares und die 1999 von ihm und Ingo Fritzsche beschriebene Dares ziegleri (gültiger Name Orestes ziegleri) als Synonym zu der von ihm als Dares guangxiensis angesprochenen Art. Brock und Okada überführten 2005 die Art wieder in die Gattung Pylaemenes und beschrieben deren Männchen von den Ryūkyū-Inseln. Diese wurden später Orestes japonicus zugeordnet. Außerdem wiesen sie nach, dass Pylaemenes guangxiensis nicht identisch  mit Dares ziegleri ist, welche wieder validisiert wurde. Im Rahmen der Beschreibung von sechs neuen Arten aus Vietnam stellten Joachim Bresseel und Jérôme Constant die Art schließlich in die Gattung Orestes.
Demnach gibt es folgende Synonyme:
- Datames guangxiensis Bi & Li, 1994
- Pylaemenes guangxiensis (Bi & Li, 1994)
- Pylaemenes hongkongensis Brock & Seow-Choen, 2000

Wie molekulargenetische Untersuchungen von Sarah Bank et al. zeigen, bildet Orestes guangxiensis gemeinsam mit den vietnamesischen Arten Orestes subcylindricus, Orestes bachmaensis und einer noch unbeschriebene Art aus dem Nationalpark Ba Bể eine Klade innerhalb der monophyletischen Gattung Orestes.

## Terraristik
Der erste und bisher einzige in der Terraristik verbreitete parthenogenetische Zuchtstamm geht auf Weibchen zurück, die von Francis Seow-Choen und Paul D. Brock 1996 in Hongkong gesammelt wurden und die sie 2000 als Pylaemenes hongkongensis beschrieben hatten. Ein weiterer parthenogenetischer Zuchtstamm, welcher 2008 aus dem Norden Taiwans eingeführt worden war, wurde zunächst als Pylaemenes guangxiensis "Taiwan" angesprochen. Bei diesen Tieren handelt es sich um die 2013 als Pylaemenes shirakii beschriebene und seit 2018 in die Gattung Orestes überführte Orestes shirakii. Seit 2013 ist in Europa ein sexueller Stamm aus Japan in Zucht, welcher zunächst als Pylaemenes guangxiensis "Okinawa" bezeichnet wurde. Dieser wurde von Kazuhisa Kuribayashi auf Okinawa gesammelt wurde von diesem, Brock und Okada (2005) folgend, als Pylaemenes guangxiensis bezeichnet. Diese Tiere wurden 2018 von Breseell und Constant als die 2016 unter dem Basionym Pylaemenes japonicus beschriebene Orestes japonicus identifiziert.
Orestes guangxiensis ist leicht zu halten und zu züchten. Bevorzugt wird eine hohe Luftfeuchtigkeit, die durch eine Schicht Erde erreicht werden kann. Gefressen werden Blätter von Brombeeren oder anderen Rosengewächsen, außerdem auch von Shallon-Scheinbeere (Salal), Haseln, Eichen, Buchen, sowie von Efeutute und anderen Aronstabgewächsen.
Von der Phasmid Study Group wird Orestes guangxiensis unter der PSG-Nummer 248 geführt.

## Bilder

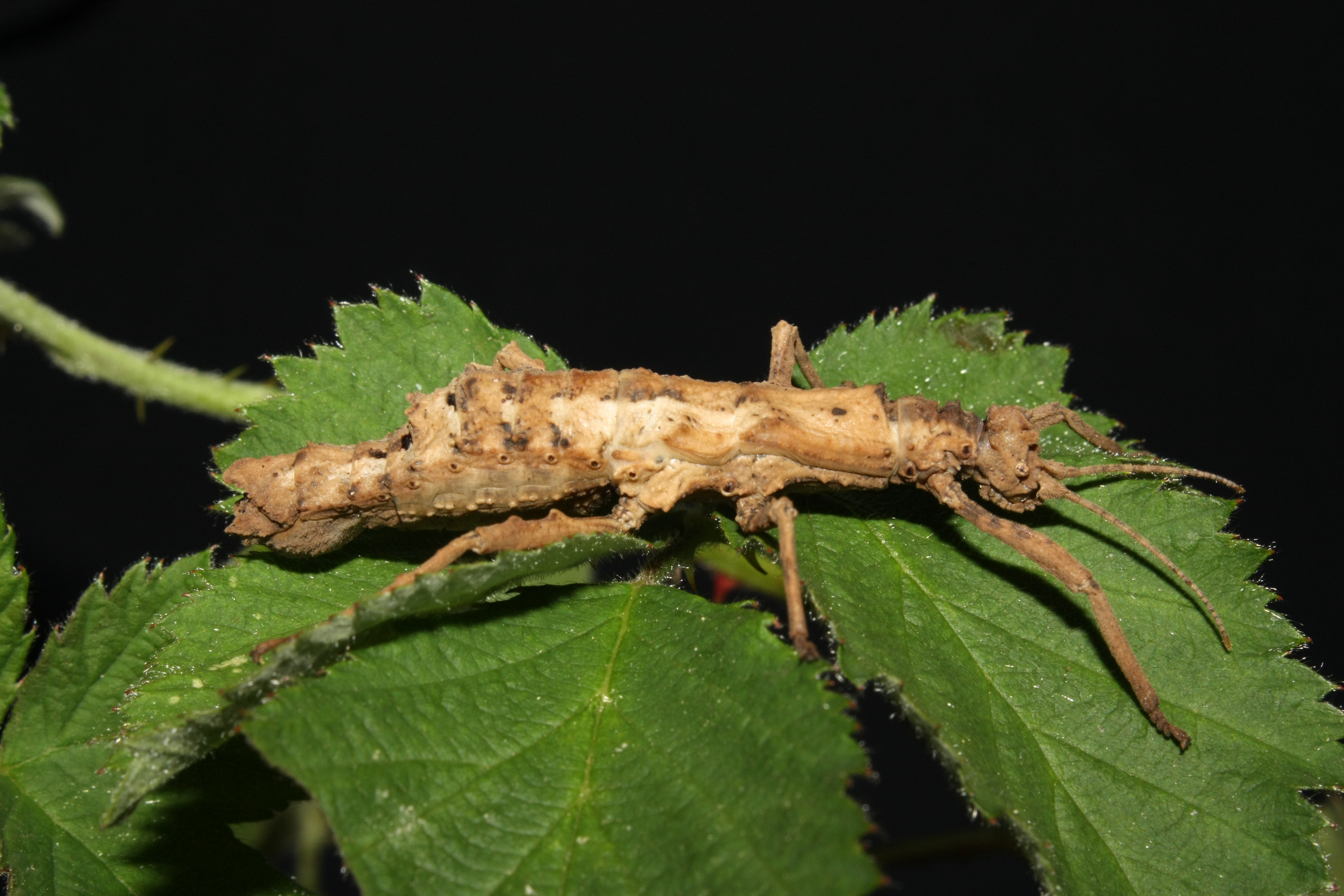
adultes Weibchen
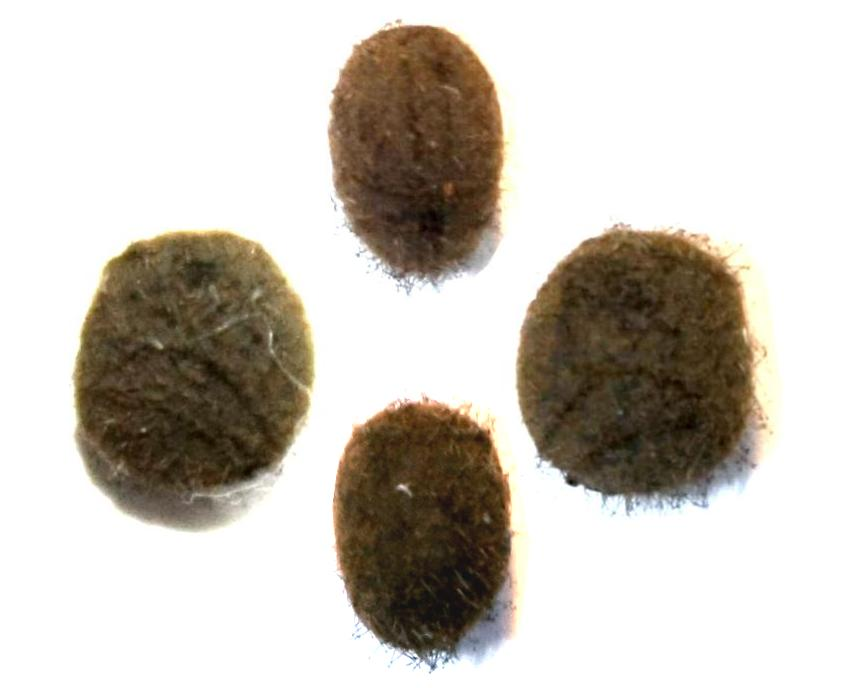
Eier in Dorsal-, 2 × Lateral- und Ventralansicht
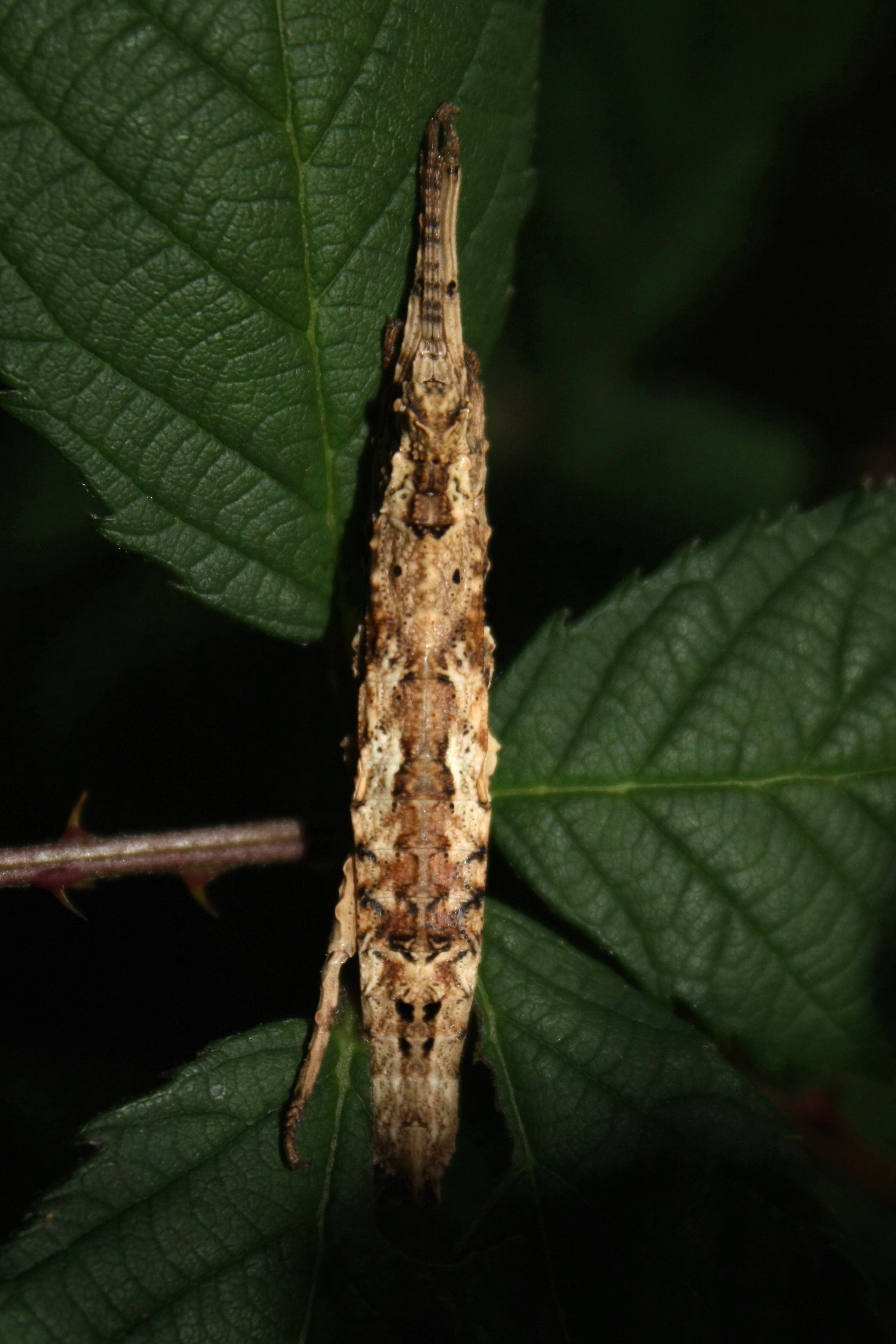
subadultes Weibchen
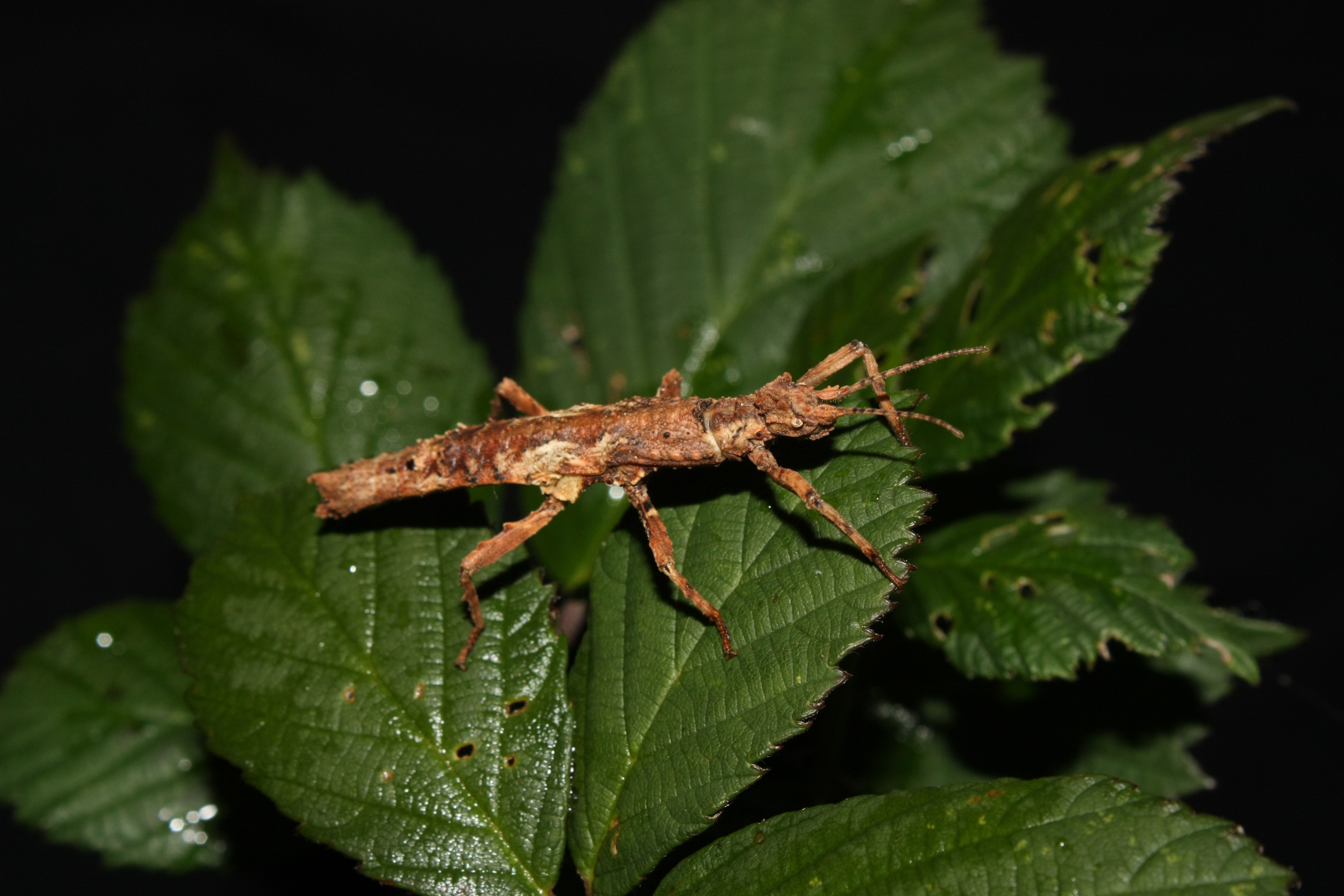
lebhaft gefärbte weibliche Nymphe